# Четовиці
Четовиці (пол. Czetowice, нім. Zettitz) — село в Польщі, у гміні Кросно-Оджанське Кросненського повіту Любуського воєводства.
Населення — 165 осіб (2011).
У 1975-1998 роках село належало до Зеленогурського воєводства.

## Демографія
Демографічна структура станом на 31 березня 2011 року:
|          | Загалом | Допрацездатний вік | Працездатний вік | Постпрацездатний вік |
| -------- | ------- | ------------------ | ---------------- | -------------------- |
| Чоловіки | 85      | 15                 | 65               | 5                    |
| Жінки    | 80      | 16                 | 40               | 24                   |
| Разом    | 165     | 31                 | 105              | 29                   |